# The Book of Us: Gravity
The Book of Us: Gravity – piąty minialbum południowokoreańskiej grupy Day6, wydany 15 lipca 2019 roku przez JYP Entertainment. Był promowany przez singel „Time of Our Life” (kor. 한 페이지가 될 수 있게). Minialbum ukazał się w dwóch edycjach fizycznych („Soul” i „Mate”) i jednej cyfrowej. Minialbum sprzedał się w liczbie 60 013 egzemplarzy (stan na grudzień 2019).

## Tło i wydanie
Po drugim fan meetingu w Seulu, 30 czerwca o północy (KST), w serwisie YouTube został opublikowany prolog pt. The Book of Us, a następnego dnia zapowiedziano premierę minialbumu na 15 lipca, wyznaczając tym samym początek nowej serii po zakończeniu Youth w 2018 roku. Przedsprzedaż albumu fizycznego rozpoczęła się 1 lipca, a 3 lipca opublikowano listę utworów. Wszyscy członkowie, z wyjątkiem Dowoona, brali udział w komponowaniu utworów. Young K napisał wszystkie teksty, z wyjątkiem „Cover”, który napisał wspólnie z kolegą z zespołu, Sungjinem. 
5 lipca były publikowane co 15 minut od północy do 1:00 w nocy promujące płytę zdjęcia. Dodatkowe teaserowe zdjęcia publikowane były od 6 do 10 lipca, a 11 lipca ukazały się dwie fotografie zespołu w pełnym składzie. Pierwszy zwiastun teledysku do głównego singla „Time of Our Life” został wydany 12 lipca, a następnego dnia został udostępniony na YouTube sampler albumu. Płyta ukazała się 15 lipca wraz z teledyskiem do „Time of Our Life” (kor. 한 페이지가 될 수 있게).

## Lista utworów
| CD | CD                                                                               | CD               | CD                                               | CD           | CD      |
| Nr | Tytuł utworu                                                                     | Tekst            | Kompozycja                                       | Aranżacja    | Długość |
| -- | -------------------------------------------------------------------------------- | ---------------- | ------------------------------------------------ | ------------ | ------- |
| 1. | „For Me”                                                                         | Young K          | Young K, Jae, Sungjin, Wonpil, Hong Ji-sang      | Hong Ji-sang | 3:28    |
| 2. | „han peijiga doel su issge” (kor. 한 페이지가 될 수 있게, ang. Time of Our Life) | Young K          | Young K, Jae, Sungjin, Wonpil, Hong Ji-sang      | Hong Ji-sang | 3:26    |
| 3. | „How to Love”                                                                    | Young K          | Young K, Jae, Sungjin, Wonpil, Hong Ji-sang      | Hong Ji-sang | 3:24    |
| 4. | „Dolagallaeyo” (kor. 돌아갈래요, ang. Wanna Go Back)                             | Young K          | Young K, Jae, 220                                | 220          | 3:36    |
| 5. | „Pojang” (kor. 포장, ang. Cover)                                                 | Sungjin, Young K | Sungjin, Young K, Wonpil, mr.cho, Lee Min-gyeong | mr.cho       | 3:26    |
| 6. | „Best Part”                                                                      | Young K          | Young K, Jae, Sungjin, Wonpil, Hong Ji-sang      | Hong Ji-sang | 3:41    |

## Notowania
| Lista                   | Najwyższa pozycja |
| ----------------------- | ----------------- |
| Gaon Weekly Album Chart | 1                 |
| Five Music (Tajwan)     | 2                 |
| Billboard World Albums  | 9                 |